# 科菲·阿武诺
科菲·阿武诺（1935年3月13日 - 2013年9月21日) 是加纳诗人、作家和外交官。科菲·阿武诺于1960年從加纳大学毕业。后前往英国伦敦大学学习文学。20世纪70年代初在美国石溪大学学习。
1975年回到加纳後，因帮助一名反對加納军政府的士兵而被捕，不過在国际笔会、大赦国际以及艾伦·金斯堡的聲援下，他於1976年10月被释放。科菲·阿武诺反對非洲對西方思想的全盤接受，他认为非洲要保持自己的文化獨立性。
他曾在加纳大学教授非洲文学。1980年代开始，他担任加纳驻巴西大使、加纳驻古巴大使，1990年代初出任加纳驻联合国大使。
2013年9月，科菲·阿武诺前往肯尼亞參加詩歌節活動，結果在内罗毕购物中心袭击事件中身亡。 